# Liptauer
Il Liptauer è un formaggio spalmabile piccante fatto con formaggio di latte di pecora, formaggio di capra, quark o ricotta. Si tratta di un prodotto della cucina regionale della Slovacchia (dove è noto come Šmirkás, forma per la parola tedesca Schmierkäse, che fa riferimento al per formaggio da spalmare), dell'Ungheria (come Liptói túró o Körözött), dell'Austria, della Serbia (come Urnebes salata, cioè salsa Urnebes), della Croazia e dell'Italia (soprattutto nella provincia di Trieste).
Il nome deriva dal tedesco Liptau, che fa riferimento alla regione ungherese del Liptó nel nord della Slovacchia, ex contea nell'Impero austro-ungarico.
Il Liptauer può essere realizzato con qualsiasi tipo di formaggi molli. Ricotta, formaggio quark, caprino a pasta molle o il pecorino sono tutti adatti a questo scopo, ma circa un terzo dei Liptauer "tradizionali" si compone di bryndza, un formaggio di latte di pecora. Il formaggio è mescolato con panna acida locale, burro, margarina o birra e cipolle tritate finemente, cui si aggiungono spezie come paprika, prezzemolo fresco o semi interi di cumino. In altre ricette sono presenti la senape, la salsa Worcestershire, i capperi o la pasta di acciughe. Si impiega nei panini, sul pane tostato, cracker, bagels o come ripieno in piatti freddi come i pomodori ripieni, peperoni o uova sode.
Il Liptauer già pronto è generalmente disponibile in piccoli pacchetti di stagnola e ha un sapore tagliente e piccante.
In Austria il Liptauer è uno spuntino tipico servito nel Heuriger, una sorta di taverna locale dove si mangia e si beve.
In Slovacchia e in Ungheria molte famiglie hanno la loro ricetta per la propria interpretazione. In Serbia il piatto è disponibile nella maggior parte dei ristoranti che servono cucina locale ed è fatto speziato con paprika, peperoni rossi arrostiti e tuorli d'uovo.